# Кембридж-Сомервильское исследование молодёжи
«Кембридж-Сомервильское исследование молодёжи» было первым крупномасштабным рандомизированным экспериментом в истории криминологии. Заказал исследование в 1936 году доктор Ричард Кэбот, врач из Бостона, который предложил провести эксперимент для оценки эффекта раннего вмешательства в предотвращении или снижении уровня преступности среди несовершеннолетних. Проводить эксперимент начали в 1939 году Эдвин Пауэрс и Хелен Уитмер.

## Планирование
В ходе исследования были отобраны 506 мальчиков в возрасте от 5 до 13 лет, которые находились в учреждениях для малолетних нарушителей в восточном Массачусетсе — их разделили на группу терапии и контрольную группу. Мальчикам в группе терапии был назначен консультант, им обеспечили учебное репетиторство, медицинскую и психиатрическую помощь, направления в YMCA, группы бойскаутов, летние лагеря и на общественные программы. Мальчики в контрольной группе были обязаны лишь регулярно отчитываться.

## Последующие исследования
В ходе как первоначального исследования, так и повторного исследования 10 лет спустя, как сообщают авторы, не было отмечено ни существенной разницы между группами, ни более-менее заметных отрицательных результатов. Через 30 лет после первоначального эксперимента около 95 % участников были найдены по открытым источникам и опрошены Джоан МакКорд.
МакКорд сообщила: "Программа не оказала влияния на количество арестов несовершеннолетних, проверенное по официальным или неофициальным данным. Программа также не оказала влияния на уровень арестов среди взрослых. Между этими двумя группами не было различий по количеству совершенных серьёзных преступлений, по возрасту, когда было совершено первое преступление, по возрасту, когда впервые было совершено серьёзное преступление, или по длительности несовершения серьезных преступлений. Большая часть преступников из группы терапии совершила больше преступлений по сравнению с контрольной группой.

## Поздние выводы
В 1981 году МакКорд опубликовала исследование на основе новых данных, которые она собрала о первоначальных участниках исследования молодежи Кембриджа-Сомервилля. По сравнению с контрольной группой в исследовании, она обнаружила, что в группе терапии более значительный процент участников
- были алкоголиками
- имели серьёзные психические диагнозы
- имели связанные со стрессом заболевания, особенно сердечные
- имели менее престижную работу
- были менее удовлетворены текущей работой

Она сформулировала четыре гипотезы о том, почему программа стала причиной негативных результатов в группе терапии: 
1. консультанты навязали ценности среднего класса молодёжи из «синих воротничков», что снизило их самооценку
2. мальчики в группе терапии стали зависимыми от консультантов и, когда программа закончилась, мальчики потеряли источник поддержки
3. молодёжь в группе лечения подверглась «эффекту маркировки» (labeling effect)
4. поддержка консультантов завысила ожидания мальчиков в группе терапии, и эти ожидания не удалось поддержать впоследствии, что привело к разочарованию после завершения программы[3][5].